# Sybil Brintrup
Sybil Brintrup Kruger (Puerto Montt, 11 de mayo de 1954 - Santiago, 12 de agosto de 2020) fue una artista plástica conceptual chilena, con un enfoque experimental en medios tradicionales y digitales.

## Orígenes
Hija menor de tres hermanos, vivió durante su infancia, hasta los cinco años en las cercanías de la localidad de Fresia. Poco luego de cumplir los cinco años, se trasladó con su familia a Puerto Varas. A los diecisiete años, ingresó en la Universidad Católica de Santiago en la carrera de educación, y luego de cuatro años de estudios decidió ingresar a la carrera de Licenciatura de Artes con mención en pintura, de la cual egresó en 1978.
Durante los años 1979 y 1980, en plena época de dictadura, asistió al Taller de Artes Visuales (TAV) organizado por Francisco Brugnoli, el cual se enfocó en la especialización de técnicas de grabado y discusión respecto al arte en general.

## Ámbito académico
Tras egresar como licenciada en Artes, ejerció por un tiempo como profesora de esmalte y vidriado sobre metal. Hasta 1994, se dedicó a la reflexión artística, para ingresar a la Universidad Santo Tomás, escuela de diseño como profesora de color, desarrollo de la creatividad y percepción.
En 2004 ingresó a la Escuela de Artes de la Pontificia Universidad Católica de Chile como profesora de color, video y performance donde ejerció hasta su fallecimiento en 2020.

## Obra
En el primer concurso de video arte de la plaza Mulato Gil de Castro organizado en 1983 se presentó con la obra La comida, con la cual ganó el primer lugar. Esta obra se encuentra en gira como parte de la exposición «Mujeres radicales: arte latinoamericano, 1960-1985», la cual ha estado en gira internacional.
En 2011 comenzó el proyecto editorial Mini Chile, el cual consistía principalmente en imágenes de distintos momentos de obras previas llevados a juegos de mesa.
En 2018, participó en el Festival de Poesía y Música PM del Centro Cultural de España en Santiago, dentro de la programación del festival presentó parte de su obra Mini Chile y realizó la acción de arte del planchado.

### Los Romances
Paralelamente se dedicó al trabajo de esmalte vidriado sobre metal, hasta 1984 donde comenzó el proyecto Los romances, un proyecto experimental de desarrollo poético-sonoro-visual el cual se expresa sobre distintos soportes. Este proyecto buscó como objetivo el desarrollo de un lenguaje poético de los objetos. Varias de las obras pertenecientes a este proyecto, han sido parte de bienales en el Museo de Arte Contemporáneo de Santiago y el Museo Nacional de Bellas Artes.
En 1995, una de las obras pertenecientes a este proyecto Ella y las ovejas un vídeo de tipo experimental obtuvo el primer premio de video-poesía en la Cámara Chilena del Libro. En 2006, la obra Ella y las lechugas ganó el Premio a la Edición Cámara Chilena del Libro en la categoría ficción de la 26° feria internacional del libro 2006. Entre 1995 y 2008 varios de sus proyectos han sido financiados con fondos concursables del Fondart.

### Vaca Mía
En 1992 comenzó el proyecto con una instalación en el Museo de Arte Contemporáneo, el cual continua con «librillos», «agendillas», pinturas y juegos de mesa. Varias de las obras de este proyecto fueron presentadas en exposiciones en galerías de artes, entre ellas el Museo de Arte Contemporáneo y la Universidad Católica de Temuco.